# ディスクステーション
ディスクステーション（Disc Station）は株式会社コンパイルから発売していた、パソコンソフトのシリーズ。略称は「DS」。
ディスクマガジンという、パソコン用メディアを用いた雑誌のような形態を取り、コンパイルや他社のオリジナルゲームや体験版を収録していた。
コンパイルが開発していたMSX2用シューティングゲーム『アレスタ』の店頭デモを作成しようとしたが、ROMカートリッジではコストがかかりすぎるため、フロッピーディスクで作成・配布することになった。そのディスクの容量が余っていたのでいろいろ入れてみよう、という発想からディスクステーションが誕生した。そのため創刊準備号のディスクステーション0号には『アレスタ』1面のみ遊べる体験版がメインコンテンツとして収録されている。パイロット版となる0号が1988年7月10日にディスク1枚組980円で発売され、予定出荷分が完売したことから創刊に踏み切られた。その際に採算面の問題からディスク2枚組1,980円に改められた。
1988年7月にMSX用ディスクマガジン『ディスクステーション』が創刊され、後にPC-98用の『ディスクステーション98』も発売された。どちらも当初は隔月であったが、増刊号を挟むことで事実上月刊になり、その後正式に月刊化した。しかし、1991年末にMSX版が、1992年末にPC-98版が最終号を迎え、シリーズは一旦途切れる。
その後、1993年にコンパイルのオリジナルゲームを掲載した季刊の雑誌（BOOKタイプ）という形で復活。『ディスクステーション』の名をそのまま引き継いだが、号数はリセットされた。こちらは「ゲーム付きの雑誌」という扱いだったため、パソコンショップだけでなく書店でも購入できるようになった。BOOKタイプの創刊時はPC-98用フロッピーディスクを付属する形式だったが、後期は媒体がCD-ROMとなり、後に対応OSをWindows 95用へと移行。しかし、こちらもコンパイルの和議申請による事実上の倒産によって継続が困難になり、2000年の「Vol.27」をもって休刊された。
その15年後、D4エンタープライズ発売で2015年8月19日より、過去のディスクステーションから選りすぐりのタイトルを集めたWindows版『ディスクステーションRe』が季刊刊行されている（CD-ROM形式）。

## 歴史
- 1988年7月 MSX2で楽しむディスクマガジンとして創刊、一部のコンテンツは要漢字ROM
- 1989年12月 MSX版#8より月刊化[3]
- 1990年10月 PC-98版準備号発行、以降2機種でそれぞれ同時展開される
- 1991年12月 MSX版最終号#32発行
- 1992年12月 PC-98版最終号#20発行
- 1993年10月6日 季刊のPC-98用3枚組フロッピーディスク付き書籍としてVol.1発行（以下、BOOKタイプDSと表記）
- 1996年1月9日 BOOKタイプDS Vol.9より付属ディスクがCD-ROMに移行
- 1996年9月6日 BOOKタイプDS Vol.12より対応OSがWindows 95に移行
- 1997年2月20日 韓国でコンパイルコリアよりWindows 95向けBOOKタイプDS Vol.1創刊
- 1997年10月30日 SS版 DS別冊『i miss you.』発行
- 1997年11月7日 PS版 DS別冊『i miss you.』発行
- 1998年3月6日 BOOKタイプDS Vol.18発行
- 1998年3月18日 株式会社コンパイル、広島地方裁判所に和議を申請
- 1998年7月6日 予定より一ヶ月遅れでBOOKタイプDS Vol.19発行、低価格化されるがページ数の大幅な減少
- 2000年7月15日 BOOKタイプDS最終号Vol.27を持って休刊、事実上の廃刊
- 2015年8月19日 Windows版『ディスクステーションRe』創刊（CD-ROM形式）

## 収録タイトル

### MSX2版
ここに記載した以外に「地下プロジェクト」と呼ばれる、ディスクの空き容量を使用したおまけプログラムやテキストファイルが収録されている。これらはファイル名が拡張子も含めて全て半角カタカナになっており、MS-DOSやMSX-DOSで参照することができる。
- 毎号に載せられていた企画としては以下のものがある
  - アートギャラリー - 0号より。読者からCGを募集した
  - MSXマガジン（アスキー）、MSX FAN（徳間書店インターメディア） - 1号より。当時発刊されていたMSX雑誌。それぞれに掲載された読者投稿プログラムを載せていた。
  - サムゲームズ：0号から8号まで掲載されたゲームアーツによるミニゲーム。
- ディスクステーション創刊準備0号（980円）：起動画面が"disk station"と誤植されている
  - ALESTE：1面のみプレイ可能
  - ソリテアロイヤル
  - ラスト・ハルマゲドン：ブレイングレイ
  - あかんべドラゴン デモ画面：ウインキーソフト
  - FM-PACのすべて!!
  - 小説!?「涙の売れ線ソフト」
  - ハッスルチューミー
- ディスクステーション創刊1号
  - ALESTE DISC STATION ORIGINAL
  - ゼビウス MISSION 2：（株）NAMCOT
  - ぎゅわんぶらあ自己中心派 体験版：ゲームアーツ
  - ラスト・ハルマゲドン怪獣図鑑：ブレイングレイ
  - 魔導師ラルバ
  - BGV「秋」
  - MEGAROPOLIS SOS
- ディスクステーション2号
  - 真・魔王ゴルベリアス（デモ+体験版）
  - ゼビウス（体験版）：ナムコ
  - 魔導師ラルバII
  - SAM GAMES（サムの冒険・テストドライバーサム）：ゲームアーツ
  - BGV「クリスマス」
  - MSX2+情報
  - 窓拭き会社のスイング君
- ディスクステーション3号
  - 真・魔王ゴルベリアス（体験版）
  - 顔魔神マイケォ
  - St.Valentine B.G.V.with Love
  - ファミリースタジアム ホームラン・コンテスト：ナムコ
  - パナソフトセンターおしらせ
  - ぎゅわんぶらあ自己中心派（デモ）：ゲームアーツ
  - ゴジラくん
- ディスクステーション#SP1「春号」→誤植のため「3号」と書かれている上に「春号」という紙が貼られている（脱落？したものも多い）。
  - 平安妖怪伝
  - ランダーの冒険
  - うさ雀：キャラがかわいい麻雀風ゲーム
  - 福袋アレスタ キャラクター図鑑&サウンドギャラリー、真・ゴルベリアス キャラクター図鑑&サウンドギャラリー
- ディスクステーション4号
  - スーパーコックス予告篇
  - BRUSTER BURN予告篇
  - デフォルメKIDS
  - EGGY
  - ワルキューレの冒険II(デモ)：ナムコなおこのソフトは開発中止となって発売されていない。
  - ぎゅわんぶらあ自己中心派2（デモ）:ゲームアーツ
  - DIABLO DS・オリジナル5面
  - 仮面ハラダー サム：アクションゲーム。後にウルトラボックス創刊号に「仮面ビクター」として収録された。
- ディスクステーション#SP2「初夏号」
  - スーパーコックス
- ディスクステーション5号
  - カオスエンジェルズ体験版：アスキー - 初となるアダルトソフト
  - デフォルメKIDS「もぐらたたき？」
  - ハイディフォス先取りプレイ
  - 銀河先取りプレイ
  - マクロスカウントダウン
- ディスクステーション#SP3「夏休み号」
  - ランダーの冒険II
  - サムライキング メガスオンZ
- ディスクステーション6号
  - デフォルメKIDs 福笑い
  - BGV 人魚姫
  - 死体置場で夕食を
  - XYXOLOC
  - GガンダムMSフィールド DSオリジナル
  - 天使たちの午後III：ジャスト
  - J.B.ハロルド事件簿#3
  - 韋駄天いかせ男戦後編
  - GRO<SPMOOO
  - THEXDER
- ディスクステーション#SP4「秋号」
  - ALESTE外伝
  - ちるどれんうぉーず
- ディスクステーション7号
  - ALESTE2（デモ）
  - BGV#7 窓
  - THEXDER2 FIRE HAWK（オートデモ）:ゲームアーツ
  - デフォルメKIDs#4 Mr.POCを探せ!
  - マイコンBASICMagazine
  - SYNTH SAURUS
  - BRUSTER BURN#0
  - C-SO!
- ディスクステーション#SP5「クリスマス号」
  - ルーンマスター
  - 魔導物語：後のMSX版『魔導物語1-2-3』第2話の原型
  - アレスタ2 プロトタイプバージョン
- ディスクステーション1月号 #8（1989年12月8日発売） - 月刊化記念でシングルCDが付属、パッケージは文庫本サイズになったが、価格は2900円のまま据え置かれた[3]。
  - 『韋駄天いかせ男（人生の意味）』（ファミリーソフト） -  先取りプレイ[3]
  - 『アークスII』（ウルフ・チーム） - 『アークス』の続編RPGのデモ[3]
  - 『アリスたちの午後』（システムハウス OH!） - 週刊誌記者となって、リクルートEXPOコンパニオンの写真を撮りまくるゲーム[3]。先取りプレイ。
  - 『ファイナル・ジャスティス』（コンパイル）[3]
  - 『BGV』（コンパイル）[3]
  - 『ALESTE2』（コンパイル） -  4面改造オリジナル面[3]
  - 『サム　ザ・フォーエバー』（ゲームアーツ） - 横スクロールシーティングゲームでサムシリーズ最終回[3]
  - 『BLASTER BURN #1』（コンパイル）[3]
  - 『BLASTER BURN #0』（コンパイル） -  BUG修正プログラム
  - おまけCDとして8cm CD「D.S.1ST ANNIVERSARY CD」CP-0001
    - [収録曲]（曲数：3）
    - 1.BLASTER BURN DANCE REMIX
    - 2.ALESTE2 SOUND TRACK-CDversion
    - 3.HIP HOUSE COMPILE I'M PRESIDENT COMPILE!
- ディスクステーション2月号 #9
  - ALESTE2 7面改造オリジナル面
  - 銀河英雄伝説（デモ）：ボーステック
  - 電脳学園：ガイナックス
  - Lenam（デモ）
  - BGV#9 鬼
  - BLASTER BURN#1 BUG修正プログラム
  - GULKAVE
  - やじうまペナントレース1989（デモ）
- ディスクステーション3月号 #10（1990年2月10日発売） 
  - アルバトロス2 MASTERS' HISTORY[4]
  - ブラスターバーン[4]
  - ハルノート（デモ）：HAL研究所[4]
  - 電脳学園（デモ）：ガイナックス[4]
  - CRUSADERS
  - Pink SOX 1&2 テストプレイ[4]
  - 夜の天使立達・私鉄沿線殺人事件[4]
  - BUG修正コーナー
  - フォーチュン・田中の今月の運勢
- ディスクステーション4月号 #11
  - Misty
  - ヴァリス テストプレイ
  - ゼネラルプロダクツ 第1回日本パソコンゲーム大会 予告
  - 夜の天使たち-私鉄沿線殺人事件- GRAPHIC紹介
  - B.G.V.花見
  - RANDER BURN
  - テキストアドベンチャー "ESCAPE"
  - くいず ほし
  - オンライン小説 "CAIN"前編
  - マンスリー・フォーチュン 占い研究所
  - 投稿プログラム "MYSTERY TOWER"
- ディスクステーション5月号 #12
- ディスクステーション6月号 #13号
  - 魔導物語1-2-3 PRV 魔導物語音頭・M.ジャクソンもびっくり
  - 石道ISIDO 先取りプレイ
  - BGV 雨
  - イカセ男入門 愛をありがとう デモ
  - BLASTER BURN GALLERY SOUND&CHARACTERS #0 - #3 & RANDAR BURN
  - BLASTER BURN #4 〜DIATE〜
  - マイコンBASIC Magazine
  - 投稿プログラム 「キャッスルオブザドラゴン」
  - くいず
  - テキストアドベンチャー"ESCAPEII"
  - BUG修正コーナー
  - マンスリー・フォーチュン 占い研究所
- ディスクステーション7月号 #14
  - 魔導物語1-2-3 DEMO
  - Shenan Dragon DEMO
  - D.P.S Dream program System 先取りプレイ
  - BLASTER BURN #5 〜DIMO〜
  - マイコンBASIC Magazine
  - ガチャポン戦士2カプセル戦記 画面紹介
  - 投稿プログラム紹介コーナー
  - ART GALLERY #14
  - 同人ソフト紹介コーナー
  - テキストアドベンチャー"ESCAPEIII"
  - オンライン小説 Winter Bird 冬龍
  - くいず
  - マンスリー・フォーチュン 占い研究所
  - 編集後記
- ディスクステーション8月号 #15
- ディスクステーション9月号 #16
- ディスクステーション10月号 #17
- ディスクステーション11月号 #18
  - ラプラスの魔 DEMO
  - EMERALD DRAGON エメラルドドラゴン DEMO
  - Aura Battler Danbine 聖戦士ダンバイン DEMO
  - パズルゲーム TURING
  - BLASTER BURN GALLERY 2 #4 - #8
  - マイコンBASIC Magazine
  - Humming Bird Soft コーナー
  - 投稿プログラムコーナー
  - オンライン小説 アリスは女の子？2
  - ART GALLERY #18
  - Bug修正コーナーDS#17
  - マンスリー・フォーチュン 占い研究所
- ディスクステーション12月号 #19
- ディスクステーション20号
  - 電脳学園IIトップをねらえ!!（遊べるバージョン）：ガイナックス
  - LINKSネット魔術師妖精学校（見て楽しむバージョン）：日本テレネット
  - ドラゴンスレイヤーVI英雄伝説（見て楽しむバージョン）：日本ファルコム
  - スーパーピンクソックス（遊べるバージョン）：ウェンディーマガジン）
  - MSX-FAN
  - MSXマガジン
  - ハイパー河内のハミングバードソフトニュース
  - コンパイル（DSDX#3、アランダー、魔導物語音楽館DSバージョン、アートギャラリー、マンスリーフォーチュン、小説「待ち合わせのある風景」）

- ディスクステーション21号
  - F1道中記（遊べるバージョン）：ナムコット
  - ピーチアップ8（見て楽しむバージョン）：もものきはうす
  - コラムス（遊べるバージョン）：日本テレネット
  - MSX MAGAZNE（BASIC PROGRAMS）
  - MSX-FAN
  - ハミングバードソフトニュース：ハミングバード
  - コンパイル（あーとぎゃらりぃ、マンスリーフォーチュン、オンライン小説、SF短編小説集、「にゃんぴ」面データ）
- ディスクステーション22号
  - 特別付録に8cm CD「Discstation originalCD#2」CPCD-0002
  - [収録曲]
    - 1.魔導物語 THEME IN ROCK AROUND THE WORLD REMIX
    - 2.魔導物語音頭 SOUL 2 CLUBMIX
    - 3.魔導物語 TRY OUT Eurobeat-Version
    - 4.魔導物語 PROPHETIC DREAM
- ディスクステーション23号
- ディスクステーション24号
  - ゴルビーのパイプライン大作戦（デモ）
  - ドラゴンナイトII テストプレイ版：エルフ (ブランド)
  - かーばんくるぴ
  - THE LINKS COMPILEコーナー
  - Huming Bird Soft コーナー
  - THE NORTHERN QUARTERS #1
  - タケル伝説
  - RuneMaster 音楽館
  - にゃんぴ 面データ第4弾
  - ENQUETE NETWORK
  - 帰ってきたクイズII
  - オンライン小説エスパー戦記III〜ラビリンスからの脱出〜
  - Monthly Fortune
- ディスクステーション25号
  - ワンダーランド Of CARBUNCLE
  - ルーンマスター三国英傑伝 先取りプレイ
  - ちょっとえっち
  - THE LINKS COMPILEコーナー
  - Huming Bird Soft コーナー
  - MSXFAN自然画

（DISK2の追記をおねがいします）
- ディスクステーション26号
  - ランダーの冒険III音楽館
  - ピーチアップ総集編
  - DRAGON QUIZ（デモ）
  - Huming Bird Soft コーナー
  - THE LINKS COMPILEコーナー
  - BGV オルゴールキッズ

（DISK2の追記をおねがいします）
- ディスクステーション27号
  - D.S.Software School
  - mailbox
  - B.G.V. 妖気な夜
  - Huming Bird Soft コーナー
  - THE LINKS COMPILEコーナー
  - THE NORTHERN QUARTERS #4
  - MAZE Runner
  - にゃんぴ 面データ第7弾
  - ENQUETE NETWORK
  - 新・帰ってきたクイズII
  - SCORERS RANKING
  - タイムシンドロームII
  - バグ修正DS#26
  - DS3周年記念 スペシャル間違い探し
- ディスクステーション28号
  - アウターリミッツ番外編カードバトルSpecial
  - D.S.Software School
  - Huming Bird Soft コーナー
  - こんぱいるねっとコーナー
  - アートギャラリー
  - THE NORTHERN QUARTERS #5
  - 怒濤のハンバーガーショップ
  - 同人ソフト紹介コーナー
  - にゃんぴ 面データ第8弾
  - ENQUETE NETWORK
  - 新・帰ってきたクイズII
  - SCORERS RANKING
  - タイムシンドロームIII
- ディスクステーション29号
  - BGV ぷよぷよ恋物語
  - ちょっとえっち #2
  - DRAGON QUIZ 先取りプレイ
  - D.S.Software School
  - Huming Bird Soft コーナー
  - こんぱいるねっとコーナー
  - THE NORTHERN QUARTERS #6
  - ジャンプヒーロー
  - にゃんぴ 面データ第9弾
  - ENQUETE NETWORK
  - 新・帰ってきたクイズII
  - SCORERS RANKING
  - タイムシンドロームIV
- ディスクステーション30号
  - ぷよぷよ 先取りプレイ
  - 笑ゥせぇるすまん 予告編
  - Huming Bird Soft コーナー
  - こんぱいるねっとコーナー
  - ケロ助の冬じたく
  - にゃんぴ 最終回 面データ第10段
  - D.S.Software School
  - ENQUETE NETWORK
  - 新・帰ってきたクイズII
  - SCORERS RANKING
  - タイムシンドロームV
- ディスクステーション31号
  - D.S.Software School
  - 笑ゥせぇるすまん 予告編
  - Huming Bird Soft コーナー
  - こんぱいるねっとコーナー
  - THE NORTHERN QUARTERS #7
  - ジャブーンファイト
  - タイムシンドロームVI
  - 新・帰ってきたクイズII
  - ENQUETE NETWORK
- DS32号

以下のDSDX（ディスクステーションデラックス）1 - 3は、単体ゲームの豪華版として発売された。
- DS#DX1
  - ルーンマスターII：DS#SP5『ルーンマスター』の続編
  - ルーンワース 黒衣の貴公子（体験版）：T&E SOFT
- ディスクステーション#DX2
  - 魔導師ラルバ 総集編：DS創刊号から4号までに掲載された『魔導師ラルバ』をリメイク
  - 妖魔降臨（体験版）：日本デクスタ
- ディスクステーション#DX3
  - にゃんぴ：新作である。後のDSに本ゲームのユーザー投稿ステージが毎号収録された
  - サムゲームズ総集編：ゲームアーツ。創刊準備号から8号までに掲載された作品を収録

### PC-98版
正式タイトルは「ディスクステーション98」。5号より正式に月刊化し、6号からロゴが「DS98」となる。
- DS98#0（2900円）：創刊準備号。ディスク3枚組
  - あっぷる そーす るーむ
  - ASTORO SCORP：観賞用プログラム
- DS98#1（3980円）：創刊号。ディスク4枚組
  - 破滅の妖刀：アドベンチャーゲーム
  - ALIEN'S EGG
  - SNOW*DANCE：観賞用プログラム
- DS98#2
  - 森の時計：観賞用プログラム
  - あっぷるそーするーむ2
  - メイズランナー
- DS98EX#1：他社DEMOのみ。
  - キャンペーン版大戦略II&大戦略III'90マップデータ：コンパイルが作ったマップデータ。遊ぶにはそれぞれキャンペーン版大戦略II、大戦略III'90が必要
- DS98#3
  - 破滅の妖刀II 凶変の館
  - こいのぼり：観賞用プログラム
  - ソフトハウスさんいらっしゃい：ゲスト＝アリスソフト
- DS98EX#2
  - 笑ゥせぇるすまん：デモ版
- DS98#4
  - マーベルパットゴルフ
  - 雨：観賞用プログラム
- DS98EX#3
  - メイズランナーII
  - あっぷるそーす びーち
  - アストロスコープII：観賞用プログラム
- DS98#5
  - ADDMATH：パズルゲーム
  - ディスクサーガ 背徳の竜：RPG
  - さる山天国：観賞用プログラム
- 別冊（マップ&コンストラクション）
  - 自分で新しい「マーブルパットゴルフ」や「メイズランナー」を作ってもらおうという号。
- DS98#6：今号からディスクを3枚にし、価格は2980円。
  - ディスクサーガ 眠れる森のお宝：戦闘のないRPG。
  - あっぷるそーすWESTERN
  - 赤い相撲 愛のどすこい伝説1：連載アドベンチャーゲーム
- DS98#7
  - ランス3・リザース陥落（アダルト）：デモ版
  - 魔女っ子クミ（アダルト）
  - ディスクサーガ 焼けよ剣！
  - 赤い相撲 愛のどすこい伝説2 嵐のドスコインガーZ
- DS98#8
  - ディスクサーガ 番外編 THE TOWER OF MUDA
  - あっぷるそーす・クリスマス
  - カーバンクルB.G.V：観賞用プログラム
  - 赤い相撲 愛のどすこい伝説3 消えた牙雄：最終回
- DS98#9
  - 吉田學園戦記 前編
  - マーベルパットゴルフII
  - 福笑いの鬼
  - レイルロードタイクーン
  - ばよえーん！賞金総額50万円争奪クイズ
- DS98#10：取説がDSマガジンとなりコンクラ出張版が出来る
  - じゃぶーん（ケロ助の寒中訓練）
  - 吉田學園戦記 後編
  - ばよえーん！賞金総額50万円争奪クイズ2
  - 笑ゥせぇるすまん3
  - 風雅コレクション
  - レイズ
- DS98#11
  - シュヴァルツシルト3
  - ディスクサーガ
  - あっぷるそーすひなまつり
  - rusty 1：コマンド選択式アドベンチャーゲーム
  - ばよえーん！賞金総額50万円争奪クイズ3
- DS98#12
  - ディスクサーガ 渚のバカ大将
  - rusty 2
  - カレー食うカーバンクル：観賞用プログラム
  - ばよえーん！賞金総額50万円争奪クイズ4
- DS98#13
  - ディスクサーガ 湯煙に消えた美女たち 夢の中へランデブー
  - rusty 3
  - カレー食うカーバンクル
  - ばよえーん！賞金総額50万円争奪クイズ5：最終回
- DS98#14
  - LADY BONO!!
  - rusty 4：最終回
  - MAD SHOJIの顔面恐怖：とりこみシリーズ
  - ぽっぷるめいる
  - 魔京伝
- DS98#15：アフターリミッツのシングルCDが付き、価格は3980円
  - 式鬼の刻－中国編第一章－
  - LADY BONO!!2
  - 骨肉のスコトラ：らっきょ食うカーバンクル
- DS98#16
  - LADY BONO!!3
  - 式鬼の刻－中国編第二章－
  - 骨肉のスコトラ：仕事をサボっている社員を叩くゲーム。
  - 英雄伝説II：オートデモ付きで序章が全て遊べる。
- DS98#17
  - LADY BONO!!4：最終回
  - 式鬼の刻－中国編第三章－
  - 骨肉のスコトラ：バナナスカッシュ型逆ブロック崩し
  - GO! GO! うさちゃん列車
  - 魔法少女りな
  - アラスカンマラミュートG.C.
- DS98#18：表紙の絵に多少問題があり、物議を醸した号。
  - 式鬼の刻－中国編第四章－
  - ローリー高島のぺたぺたさわって
  - 純情忍者ハナ血の爆弾丸
  - トライアルオブフォース
  - M1タンクプラトゥーン
- DS98#19
  - LADY BONO!! DYNAMITES：DS98初のサイドビューアクションゲーム
  - 魔導物語BGV
  - 純情忍者ハナ血の爆弾丸
- DS98#20：DS98最終号。パッケージの裏に「きっと、また会える…」と書かれている。
  - 女神の剣「ペルナーの章」
  - LADY BONO!! DYNAMITES
  - MARVERL Putt Golf（改）
  - らっきょ食うカーバンクル（改）
  - バナナスカッシュ（改）
  - メイズランナーII（改）
  - 純情忍者ハナ血の爆弾丸

### BOOKタイプ
1年後に復活した、「DS98」の事実上の続刊。A4判の雑誌形態となり、通し番号もリセットされた。タイトルは「DiscStation Vol.○○」という形式になっている。
Vol.1から5までは英知出版、Vol.6から11まではソフトバンク株式会社から発売されていた。Vol.12からはコンパイルが自社出版、つまり本の部分もコンパイルが作ることになった。なお、Vol.1と2はISBNコードがあるので書籍の扱いであり、こちらは発行元もコンパイルではなく英知出版である。Vol.3以降は発行がコンパイルとなり、「EICHI MOOK」や「SOFTBANK MOOK」と書かれているが、雑誌コードがあってもISBNコードが無いのでムックではなく雑誌の扱いである。Vol.1のみタイトルロゴが異なるが、Vol.2以降は「DS」の文字を大きく目立たせたロゴに変更され、最終号のVol.27まで引き継がれた。価格は、Vol.1・2は2,980円、Vol.3から18までは1,980円、Vol.19から23までは980円、Vol.24から27までは1,200円。
BOOK+PC-98用5.25インチフロッピーディスク
- DS Vol.1：ISBN 4-7542-2010-2
  - DEVIL FORCE：女神の剣「ペルナーの章」の続編。DEVIL FORCEシリーズの処女作。戦術シミュレーション
  - なぞぷよ：詰めぷよぷよ。PC-98版ぷよぷよ内のなぞなぞぷよぷよをベースにした作品
  - むーれくろーずるっぱ 〜Apple Sauce 7〜
  - らっきょ喰うカーバンクル：ドットイート型アクション。DS98#15・#20収録ゲームのステージ再変更版
  - 電影動画塾 -Animation Pattern Editor-：アニメーション作成ツール
  - TRANS BORDER
  - Disc SAGA 〜湯煙に消えた美女たち 夢の中へランデブー〜：DS98#13に収録されていたゲームの再録
  - MARVEL PUTT GOLF II：DS98#09収録ゲームのコース変更版

BOOK+PC-98用3.5インチフロッピーディスク
- DS Vol.2：ISBN 4-7542-2011-0
  - DEVIL FORCE 後編：Vol.1 に掲載されていた DEVIL FORCE の後編
  - エスパー無宿
  - LADY BONO!! #1：DS98#14に収録されていたゲームの再録
  - なぞぷよ #2
  - ケロ助の寒中訓練：DS98#10に収録されていたゲームの再録
  - 電影動画塾 #2：アニメーション作成ツール
  - テキストコーナー #1：読者からのお便りコーナー
- DS Vol.3
  - 魔導物語 〜道草異聞〜：フリーズバグがあるためDS Vol.4の修正データが必要
  - GEO CONFLICT 〜争乱の大地〜
  - Push'n Pop
  - なぞぷよ #3
  - LADY BONO!! #2：DS98#15に収録されていたゲームの再録
  - あっぷるそーす ぱいれーつ
  - テキストコーナー
- DS Vol.4
  - 幻世風狂伝
  - ボンバーさん太郎の爆弾天国
  - JUMP HERO：ジャンプをメインにした爽快感のあるアクション
  - LADY BONO!! #3：DS98#16に収録されていたゲームの再録
  - ブロードウェイ伝説 エレナ：ぷよぷよDA! -featuring ELLENA System-にシステムが取り入れられる
  - わんだふりゃ魔導らんど 〜あっぷるそーす IX〜
  - なぞぷよ問題データ：DS Vol.3のなぞぷよが無いと遊べない
  - なぞぷよ体験版：PC-98製品版なぞぷよの体験版
  - バグの館：DS Vol.3収録の魔導物語 道草異聞のバグフィックス
  - テキストコーナー
- DS Vol.5
  - 大魔導戦略物語：シミュレーションゲーム
  - るんるんあっぷるん
  - メルプールランド
  - 筋肉で遊ぼう：体をクリックして遊ぶ
  - LADY BONO!! 最終回：DS98#17に収録されていたゲームの再録
  - なぞぷよ：今号よりデザインが変更され、製品版なぞぷよのデータロード機能に対応
- DS Vol.6
  - GEO CONFLICT2 The New DEMONBUSTERS
  - うさ雀ファイト ! Aち〜む
  - いもほり：大富豪風カードゲーム
  - コテ・DE・メクール：通過すると裏向きになるパネルをコテでひっくりし敵を倒すゲーム。
  - あっぷるそーす 丁稚っち
  - なぞぷよ
- DS Vol.7
  - Wind's Seed 風の種
  - キキーモラのおそうじ大作戦
  - VS（ヴァーサス） 格闘王への道
  - 装甲格闘伝 ファイティングナンバーズ
  - 時代劇大江戸あっぷるそーす
  - なぞぷよ
- DS Vol.8
  - 大魔導戦略物語 '95
  - 幻世快盗伝：アリババが主人公
  - 究極変幻バトルギャル さおり
  - ナックルキッド
  - あっぷるそーす大実験
  - なぞぷよ

BOOK+PC-98用CD-ROM
- DS Vol.9
  - 魔導四五六
  - DEVIL FORCE II 奪われた秘宝
  - GAGAGAスプリント
  - いもほり 2：特殊効果をもつカードが登場
  - せらだま
  - あっぷるそーす 森のクリスマス
  - 大満腹王：カードゲーム
  - なぞぷよ
- DS Vol.10
  - 幻世捕物帳：ファーリンが主人公
  - RUDE BREAKER
  - あっぷるそーす あのコと夏祭り
  - ランナーズ・ハイ
  - うさ雀外伝 俺が切り札!
  - なぞぷよ
- DS Vol.11
  - JUMP HERO外伝
  - メルプールランドStories
  - からくり遊撃伝
  - あっぷるそーす 秘境探険隊
  - たぬキッズ
  - 灼熱のファイアーライブ
  - なぞぷよ

BOOK+Windows95用CD-ROM
- DS Vol.12
  - 魔導物語〜はちゃめちゃ期末試験〜：当初試験会場として予定されていたダンジョンを越えて先のダンジョンに進む、3Dダンジョン型のロールプレイングゲーム。ストーリーは『魔導物語1-2-3』の続編的内容。
  - ボンバースルーGOGO! 〜ジャンプヒーロー外伝2〜：爆弾を固定されたフィールドに設置し発破させ敵を倒すアクションゲーム。
  - 幻世快進劇：幻のエロ本を求めてスマッシュが冒険する、見下ろし型のアクションゲーム。
  - あっぷるそーす スナイパー：あっぷるそーす初カラー作品。この作品以降はカラー。
  - なぞぷよ：漫才デモが付き、ステージごとのノルマクリア型に変更。おおかみおとこ、インキュバス、スキュラが登場。
  - さる山天国：PC-98専用ゲームの再録。
- DS Vol.13
  - DEVIL FORCE III：ファンタジーを舞台にしたシミュレーションロールプレイングゲーム。スーパーロボット大戦とファイアーエムブレムを足して2で割ったようなシステム。
  - アルル漫遊記：日本史に沿って進行するアドベンチャーゲーム。DSのキャラクターが歴史上の人物に扮する。実写取り込みの背景を使用。
  - オプション☆モンスター：ポムくんを投げ敵を倒すアクションゲーム
  - あっぷるそーす めざせ !! 宇宙英雄
  - なぞぷよ：のほほ、サムライモール、ウィッチが登場。
  - カレー食うカーバンクル：PC-98専用ゲームの再録。ただ眺めるだけのBGV。
- DS Vol.14
  - 幻世酔虎伝：アターホーが主人公のロールプレイングゲーム。
  - ルルーの鉄拳春休み：ハイカラー対応のアドベンチャーゲーム。
  - El-Do・ra・do
  - さる山天国2：前作より二匹増え、五匹になった。猿を眺め反応を見て楽しむゲーム。
  - ぷよまん食うカーバンクル：画面上に表れたぷよまんをテンキーを押して食べていくゲーム。
  - たぬキッズRACE
  - なぞぷよ：パキスタ、まもの、ドラコケンタウロスが登場。
  - ですくとっぷか〜くん：眺めるだけのBGV。
  - 赤い相撲 -愛のどすこい伝説-：PC-98専用DOSゲームの再録。全3話を収録。
- DS Vol.15
  - フロートランドのおとぎばなし：空飛ぶ島フロートランドを舞台にしたボードゲーム。敵と出遭うとカードバトルを行う。
  - JUMP HERO外伝3 トビッきりアドベンチャー：ジャンプヒーローのキャラクターが登場するアドベンチャーゲーム。
  - あっぷるそーす ぼくらの無人島
  - 大海鮮：魚介類を打ち落とすシューティングゲーム。
  - 俺とLogin（Login提携企画第1弾）
  - オプション☆モンスターMINIMUM：ポムくんをリフティングし続けるゲーム。
  - なぞぷよ
  - ぷよすてーしょん for Win95：アラーム機能付き時計アプリ。
  - マーベルパットゴルフII：PC-98専用DOSゲームの再録
- DS Vol.16
  - GEO CONFLICT3 -Hell's Gate Crusaders-：ダンジョン探索と戦闘がオートで進行するファンタジーシミュレーションゲーム。
  - 魔導物語 -魔導師の塔-：主人公はシェゾ。ウイッチの試験会場に乗り込む。
  - あっぷるそーす アングラー：バイト仲間の女の子を誘った釣りのデートで、幻の魚を釣るのが目的。
  - GO! GO! IVAN：横スクロールのアクションゲーム。
  - PA☆パ☆ぱずる たぬキッズ
  - タイムトライアル3D迷路「迷左衛門」
  - なぞぷよ
  - 吉田学園戦記：PC-98専用DOSゲームの再録。前後編を収録。
- DS Vol.17
  - 白熱ぷよりんぴっく!：アルルかウィッチを使って、ボタンをタイミング良く押したり、マウスによる射撃などをするミニゲーム集。
  - 戦え!! 北出マン -前編-：レンタヒーローのようなアクションロールプレイングゲーム。タイトルキャラクターの名前はスタッフの北出和彦に由来している[5]。
  - ブリッツランナー：コースを3周し、そのタイムを競うアクションゲーム。
  - あっぷるそーす 森のクリスマス：DS Vol.9の同タイトルをカラーリメイクしたもの。フルカラーになったことと一部のミニゲーム等を除いて内容は基本的に旧版と同じ。
  - 羽毛球するカーバンクル：羽毛球と書いてバドミントンと読む。
  - コンぱねるん：15パズル
  - マーベルパットゴルフJ
  - 幻世喜譚外伝 〜前編〜
  - なぞぷよ
  - RUSTY：PC-98専用DOSゲームの再録。全4話を収録。
- DS Vol.18
  - セリリのはっぴーばーすでぃ：自分を磨きお友達を作る育成シミュレーションゲーム。
  - 戦え!! 北出マン -前編・後編-：前号の続きだが、おまけで前編も丸々再録されている。
  - ポリポリ ! スピード大作戦：チューブの中を走るフルポリゴン3Dレーシングゲーム。
  - オプション☆モンスター LIGHT
  - なぞぷよ
  - 白熱！ぷよりんぴっく！ in ばざ〜る：競技「ぷよ拾い」のスコアアタック。
  - 幻世喜譚外伝 〜後編〜
  - 魔導カレンダー：カレンダーアプリ。
  - あっぷるそーす ひなまつり：PC-98専用DOSゲームの再録。
- DS Vol.19
  - 魔導RUN：鬼ごっこ、通信対戦対応。
  - Mystic Arts
  - あっぷるそーす JOURNEY
  - PA☆パ☆ぱずる たぬキッズ 2ND：問題が一新されている。
  - 骨肉のスコトラ バナナスカッシュ：PC-98専用DOSゲームの再録。
- DS Vol.20
  - コメットサマナー：ウィッチが主人公のアクションゲーム。魔法を使って固定画面上の敵を倒していく。
  - 幻世牌遊記：ドンジャラ風のゲーム。
  - なぞぷよ：DS Vol.12より引き継がれてきたスタイルはこの号にて終了。
  - なぞぷよエディタ Ver.1.00：なぞぷよ問題作成ツール。シェゾがプレイヤーキャラクター。サンプル問題入りのため従来のようになぞぷよとしても遊べる。本号よりこちらが代わりに連載となる。
- DS Vol.21
  - RUN! RUN! IVAN!：マウスを回して主人公を動かす、一風変わった操作方法のアクションゲーム。
  - GEO CONFLICT ADVENTURE - 孤影の精霊 -：ジオコンフリクト3のキャラクターを使ったアドベンチャーゲーム。ベースはあっぷるそーす
  - PUZZLIST：ブラウザゲーム。ロジックパズルが3つ入っている。
  - なぞぷよエディタ Ver.1.01
  - セガサターン魔導物語 Javaミニゲーム：公式サイトミニゲームの再録。
- DS Vol.22
  - 魔導対戦はさむんちょ：オセロ風のボードゲーム。4人対戦が可能。
  - 大満腹王2：ブラウザゲーム
  - バケツリレーチャンプ：タイミングよくキーを押してバケツリレーを繋いでいくゲーム。
  - コメットサマナー Time Trial Version
  - なぞぷよエディタ Ver.1.02
  - わくぷよわくわくランド出張版：公式サイトミニゲームの再録。
- DS Vol.23
  - JUMPHERO 外伝4〜ブッちぎりアクションワールド〜：オーソドックスなアクションゲーム。全30面。
  - ぷよカード：SS版魔導物語のミニゲームを移植。
  - PA☆パ☆ぱずる たぬキッズ 3RD：問題が一新されている。
  - 魔導対戦はさむんちょ：前号Vol.22に続いて再録。
  - ぷよまんミステイク！：間違い探し
  - なぞぷよエディタ Ver.1.03
  - 小予言くん：占いアプリ
- DS Vol.24
  - Wander Wonder 〜冒険の序章〜：アクションロールプレイングゲーム。ダンジョンの様々な仕掛けを解きながら進める。
  - After Devil Force 外伝 THE SWORD BATTLE of QUAUDA
  - BANG! BANG! IVAN：チクタクバンバン風ゲーム。
  - なぞぷよエディタ Ver.1.04
  - なわとびするカーバンクル
- DS Vol.25
  - GeoConflict 4 - The Lost Holy-sword -：DS Vol.16のジオコンフリクト3の続編。キャラクターが一部削られ、システムやグラフィックが進化。
  - Wander Wonder 〜新たな決意〜：前号の続編。単体でもプレイ可能。
  - クイズつなひきチャンプ
  - なぞぷよエディタ Ver.1.05
  - 回転ぷよまん食うカーバンクル
- DS Vol.26
  - GeoConflict 4 - The End of Reincarnation -：前号の続編。単体でもプレイ可能。
  - Wander Wonder 〜遺志を継ぐ者〜： Vol.24・25と連載収録されたシリーズの完結編。単体でもプレイ可能。
  - フロートランドのおとぎばなし －The Book of TIPPLE－：チップルが主役のビジュアルノベル
  - なぞぷよエディタ Ver.1.06
  - ぷよぷよ～んパーティー Javaゲーム
- DS Vol.27：この号にて休刊
  - レストランKING：料理のカードを集め王様へ持って行くボードゲーム。指定された金額を最も早く稼いだプレイヤーが勝利。4人対戦まで可能。
  - てんしんらんまん セイギマン：点と線でできたエリア内を移動する見えない敵の居場所を推理し、捕まえるゲーム。
  - Jino Brodiaea's Wander Number：ワンダーワンダーのキャラクターを使用した、マンカラをアレンジした数字ゲーム。
  - なぞぷよエディタ Ver.1.07
  - 踏み台昇降するカーバンクル

### ディスクステーションRe
D4エンタープライズ発売で2015年8月19日より、過去のディスクステーションから選りすぐりのタイトルを集めた「ディスクステーションRe」の季刊刊行が開始された。Windows Vista/7/8対応（Re#02以降はWindows 10にも正式対応）、CD-ROM形式。プロジェクトEGGなどと同様、過去のソフトをWindows上で動作するように調整している。一部の作品は当時のマニュアルをそのままスキャンしたものや、当時の開発資料をPDF形式で収録している他、特典としてインタビューや資料などのおまけが収録されている。紙媒体でのマニュアルは付属していない。
- Re#01 （2015年8月19日発売）
  - 魔導師ラルバ 総集編（MSX2版） - DS#DX2からの再録。EGG版と同様に一部表記修正が行われている。
  - ブロードウェイ伝説エレナ（PC-9801版） - BOOKタイプDS Vol.4からの再録。マニュアルPDF付き。
  - GEO CONFLICT 〜争乱の大地〜（PC-9801版） - BOOKタイプDS Vol.3からの再録。マニュアルPDF・開発資料PDF付き。
  - ルーンマスター（MSX2版） - DS#SP5クリスマス号からの再録。マニュアルPDF・開発資料PDF付き。
  - にゃんぴ（MSX2版） - DS#DX3からの再録。マニュアルPDF付き。
  - オリジナルコミック「魔導物語〜マノと不思議の帽子〜」 最終話（PDF形式） - 本作で初公開の描き下ろし（ウェブ未掲載）。全ページフルカラー、本編11ページ+表裏表紙・登場人物紹介。
  - コンパイル開発者インタビュー 壱さん&KEROLさん（PDF形式） - 『魔導物語』開発当時のコンパイルについての壱とKEROLによるインタビュー。
- Re#02 （2016年2月5日発売）
  - あっぷるそーす 秘境探検隊（PC-9801版） - BOOKタイプDS Vol.11からの再録。マニュアルPDF付き。
  - ハッスルチューミー（MSX版） - 元は1983年にROMカートリッジで単体発売され、MSX2版DS0号に再録されたもの。
  - 破滅の妖刀（PC-9801版） - DS98#1からの再録。
  - 魔王ゴルベリアス（MSX版） - 元は1987年秋にROMカートリッジで単体発売された作品で、今回がDS初収録となる。MSX2版DS2・3号に体験版が収録され1988年に単体発売された『真』の原作。
  - うさ雀外伝 俺が切り札！（PC-9801版）- BOOKタイプDS Vol.10からの再録。マニュアルPDF・開発資料PDF付き。
  - メルプールランドStories（PC-9801版）- BOOKタイプDS Vol.11からの再録。マニュアルPDF・開発資料PDF付き。
  - Moo仁井谷（仁井谷正充）さんインタビュー（PDF形式）
  - 幻の『魔導物語0』草案書（PDF形式）
    - Re#02はランチャーに一部不具合があり、2016年3月31日より公式サイト上でアップデータが配布された。導入するとランチャー上で各商品解説が表示されるようになり、開発資料PDFが正常に閲覧できるようになる。

## ディスクステーション別冊
- i miss you.
プレイステーション版とセガサターン版が発売された。
  - i miss you.プロモーションビデオ
  - もぐらたたき
  - 神経衰弱
  - ミキシングルーム

## 韓国版ディスクステーション
Windows版をハングルに翻訳し、号を跨いで選ばれたゲームがまとめて移植されている。コンパイルとKCT Mediaが共同設立したコンパイルコリアより1997年2月20日にVol.1が発売。Vol.7と8は一旦別の雑誌に付録として収録された後、遅れて単体で最終号のVol.7+8合併号として発売された。
また韓国版DSのHTMLMENUは一部韓国版オリジナルのものが含まれている。
DS4のETCフォルダにはFOX.BMPとSUNNY.BMPという日本版DSにはないオリジナルのエクストラ画像が含まれている。
韓国語版ウィキペディアの「디스크 스테이션 (Disc Station)」の項目も参照。以下、ゲームタイトルは実際には韓国語に翻訳されているが、本項では対応する日本語版のタイトルで解説する。
- DS Vol.1：メニューは日本版Vol.12と同じグラフィック
  - 魔導物語〜はちゃめちゃ期末試験〜
  - ボンバースルーGOGO! 〜ジャンプヒーロー外伝2〜
  - あっぷるそーす スナイパー
  - なぞぷよ(DS Vol.12収録分)
  - DEVIL FORCE III ～剣と花束～
  - 幻世快進劇
- DS Vol.2
  - さる山天国2
  - たぬキッズ RACE
  - なぞぷよ(DS Vol.14収録分)
  - ぷよまん食うカーバンクル
  - ルルーの鉄拳春休み
  - El-Do･ra･do
  - 幻世酔虎伝
  - ですくとっぷか～くん
- DS Vol.3
  - なぞぷよ(DS Vol.15収録分)
  - オプション☆モンスター MINIMUM
  - フロートランドのおとぎばなし
  - 魔導物語～魔導師の塔～
  - JUMPHERO 外伝3 ～トビッきりアドベンチャー～
  - 大海鮮
- DS Vol.4
  - あっぷるそーす アングラー
  - あっぷるそーす 森のクリスマス(DS Vol.17)
  - なぞぷよ(DS Vol.16収録分)
  - GEO CONFLICT 3 Hell's Gate Crusaders
  - GO! GO! IVAN
  - PA☆パ☆ぱずる たぬキッズ
  - 大海鮮 In BAZAAR
  - 戦え!!北出マン －前編－：
  - スコアトライアル3D迷路「迷左衛門」
  - 魔導カレンダー
- DS Vol.5
  - 魔導傳記 엘리시온의 비밀 ： 韓国版のみに収録されたオリジナル作品。タイトルを直訳すると「魔導物語 エリーシオンの秘密」となる。韓国先行リリース後に日本でもリリースする予定だったが、コンパイルの経営破綻により実現しなかった。
  - なぞぷよ(DS17収録分)
  - バドミントンするカーバンクル
  - ブリッツランナー
  - 白熱！ぷよりんぴっく！
  - Marvel Putt Golf J
  - 幻世喜譚 外伝 ～前編～
- DS Vol.6
  - なぞぷよ(DS18収録分)
  - オプション☆モンスター LIGHT
  - セリリのはっぴーばーすでぃ
  - ポリポリ！スピード大作戦
  - 白熱！ぷよりんぴっく！ in ばざ～る
  - 幻世喜譚 外伝 ～後編～
  - 戦え!!北出マン －前編－
  - 戦え!!北出マン －後編－
- DS Vol.7：コンパイルコリアの経営悪化により、単体では発売されず1998年にPCゲーム雑誌『게임마니아（ゲームマニア）』創刊号の付録として収録。その後、2001年に後述の「Vol.7+8」としても発売。
  - After Devil Force 狂王の後継者
  - あっぷるそーす JOURNEY
  - なぞぷよ(DS20)
  - Mystic Arts
  - PA☆パ☆ぱずる たぬキッズ 2ND
- DS Vol.8：1999年に前述の『게임마니아』2号に収録。その後、2001年に「Vol.7+8」合併号として発売された。
  - あっぷるそーす ぼくらの無人島
  - なぞぷよエディタ Ver.1.00
  - セガサターン魔導物語 Javaミニゲーム
  - GEO CONFLICT ADVENTURE - 孤影の精霊 -
  - RUN! RUN! IVAN

## 単体で発売・配信された作品
ディスクステーション収録作品の一部は、後に単体でパッケージ化されたり、ネット発売などが行われた。

### コンパイル THE ベスト
MSDジャパンより「コンパイル THE ベスト」として単品発売された廉価版シリーズ。一部を除いてBOOKタイプDSの収録ソフトを単体パッケージ化したもの（Windows対応ソフト）。
- 2000年10月27日発売
  - オプション☆モンスター
  - なぞぷよ Vol.1 - DS Vol.12版の再録。
  - El-Do・ra・do
  - 幻世牌遊記
  - 魔導対戦 はさむんちょ
- 2001年1月26日発売
  - あっぷるそーす アングラー
  - ボンバースルーGOGO! ジャンプヒーロー外伝2
  - 幻世快進劇
- 2001年4月20日発売
  - PA☆パ☆ぱずる たぬキッズ - DS Vol.16版の再録。
  - JUMPHERO 外伝4 ～ブッちぎりアクションワールド～
  - 大海鮮
- 2001年11月30日発売
  - なぞぷよ Vol.2 - DS Vol.13版の再録。
  - After Devil Force 狂王の後継者 - 元はパッケージソフト。

### プロジェクトEGG
レトロゲーム復刻配信サービス「プロジェクトEGG」にて配信。コンパイルステーションでも扱われている。

### その他のパッケージ作品
魔導物語 きゅ〜きょく大全 通 -MD＆DS-
2016年5月20日にD4エンタープライズより限定発売。メガドライブ版『魔導物語I』をWindows対応にした復刻版のほか、ディスクステーションに収録されていたPC-9801用ゲームである『魔導物語 道草異聞』、『らっきょ喰うカーバンクル ディスクステーションBookタイプ 1号収録版』、『らっきょ喰うカーバンクル ディスクステーション98 20号収録版』、『大魔導戦略物語』、『大魔導戦略物語'95』、『魔導四五六』、『いもほり』を同じくWindows対応にして同時復刻収録。当時のディスクステーションから収録タイトルの紹介ページを復刻してまとめた『よりぬきディスクステーション 1』も付属。
2017年5月22日をもって販売終了。
魔導物語 きゅ～きょく大全 SUN -SFC＆DS- with LADY-BONO!
2017年8月10日にD4エンタープライズより限定発売。スーパーファミコン版『魔導物語 はなまる大幼稚園児』をWindows対応にした復刻版のほか、ディスクステーションに収録されていたMSX用タイトルである『かーばんくるぴ』、『ワンダーランド OF CARBUNCLE』、『ぷよぷよ恋物語』、『魔導物語1-2-3（見るばーじょん）』、PC-9801用タイトルである『キキーモラのおそうじ大作戦』、『バナナスカッシュ』、『わんだふりゃ魔導らんど』、『カーバンクルB.G.V』、『カレー食うカーバンクル』、『まいごのあるる』、『時代劇大江戸あっぷるそーす』、『あっぷるそーす あのコと夏祭り』、『あっぷるそーす丁稚っち』、『うさ雀ファイト! Aチーム』、『いもほり2』、『魔導物語1-2-3デモ&カーバンクル絵描き歌』、そしてボーナストラックとして『LADY-BONO!』全4話を加え、同じくWindows対応にして同時復刻収録。当時のディスクステーションから収録タイトルの紹介ページを復刻してまとめた『よりぬきディスクステーション 2』と『レディボノ! まとめ!』も付属。
2018年10月15日をもって販売終了。
魔導物語 超きゅ〜きょく大全 ぷよぷよ入り
2023年4月7日にD4エンタープライズより限定発売。上記のタイトル群を含むこれまでの全タイトルの再録に加え、FC・MSX2・PC-98版『ぷよぷよ』と『なぞぷよ』も新たに収録している。上記の復刻同梱物についてはPDF形式で収録。

## 関連作品
以下は、ディスクステーション収録作品にルーツを持つ、製品化された主な作品である。
魔導物語1-2-3 (MSX2・PC-98)
DS#SP5に収録された魔導物語をエピソード2として、さらに前後に新たな2シナリオを追加してリニューアルしたもの。MSX2版は1990年6月15日発売。以降の魔導物語シリーズの本殿にあたる作品。1991年11月23日にはPC-98へのリメイク版も発売され、こちらではリアル調に変更されている。
その後、エピソード1は単体の作品として多くの家庭用ゲーム機種に移植・リメイクされたが、エピソード2、3はゲームギアと携帯電話アプリにしか移植・リメイクされておらず、シナリオも変更されている。
MSX2版は後にWindows対応ソフトとして、2003年12月3日発売のムック『MSXマガジン永久保存版2』（アスキー、ISBN 4756143741）、2008年9月1日発売の『魔導物語1-2-3 MSX版 for Windows』（D4エンタープライズ）に収録され、後にMSX2版・PC-98版ともに2015年3月31日発売の『魔導物語 きゅ〜きょく大全 1-2-3＆A・R・S』（D4エンタープライズ）にも収録されている。いずれも限定生産。
幻世喜譚 Disc Saga III (PC-98)
1995年4月1日発売。DS98で展開されていたディスクサーガシリーズの続編的位置づけであり、DS4号以降で展開される幻世シリーズの本伝にあたる作品。DSの紙面にて短編漫画もいくつか掲載されていた。なお発売延期により外伝である幻世風狂伝（DS4号）が先に発売された。
後に、2004年4月25日発売のムック『PC-9801ゲームリバイバルコレクション』（角川書店、ISBN 4047071366）にWindows対応ソフトとして15本のゲームのうちのひとつとして再録され、2005年11月11日には「プロジェクトEGG」でも配信された。
After Devil Force〜狂王の後継者〜（Windows）
1998年8月7日発売。Devil Forceシリーズとして当初DS19・20号前後編に分けて収録される予定だったが、コンパイルの和議申請のあおりを受け、DS19号に体験版が収録された後、一本のゲームとして販売された。また、原作者によるノベライズがインターネット上で公開されている。2001年11月30日に「コンパイル THE ベスト」として再発売され、後に「コンパイルステーション」や「プロジェクトEGG」にて配信されている。
ぐるロジチャンプ（GBA・携帯電話アプリ）
2001年11月29日発売。バケツリレーチャンプ（DS22号）、クイズつなひきチャンプ（DS25号）に登場するキャラを使用したロジック型パズルゲーム。チャンプシリーズの独特な世界観を引き継いでいる。ジー・モードより携帯アプリ版も配信されていた（後に配信終了）。
後に、本作のゲームシステムを汲むがキャラクターは異なる『回転イラストパズル ぐるぐるロジック』や『はちこのぐるロジクーポン』という作品も登場している。

## キャラコンHitChart
BOOKタイプのDSでVol.7以降から毎号行われていたコンパイルキャラクターの人気投票。ノミネートは投票対象の号の収録作品に登場したキャラクター限定。
第1回（対象：DS Vol.7、掲載：DS Vol.8）
| 順位 | キャラクター名     | 登場作品                   |
| ---- | ------------------ | -------------------------- |
| 1位  | アルル・ナジャ     | なぞぷよ                   |
| 2位  | カーバンクル       | なぞぷよ                   |
| 3位  | キキーモラ         | キキーモラのおそうじ大作戦 |
| 4位  | ミーナ             | WIND'S SEED                |
| 5位  | ドラコケンタウロス | なぞぷよ                   |
| 6位  | 美花               | VS 格闘王への道            |
| 7位  | 風来坊             | WIND'S SEED                |
| 8位  | オットー           | WIND'S SEED                |
| 9位  | スケルトンT        | なぞぷよ                   |
| 10位 | 犬                 | 時代劇大江戸あっぷるそーす |
第2回（対象：DS Vol.8、掲載：DS Vol.9）
| 順位 | キャラクター名 | 登場作品                   |
| ---- | -------------- | -------------------------- |
| 1位  | 助手           | あっぷるそーす 大実験      |
| 2位  | アリババ       | 幻世快盗伝                 |
| 3位  | さおり         | 究極変幻バトルギャルさおり |
| 4位  | ペトゥム       | 幻世快盗伝                 |
| 5位  | スマッシュ     | 幻世快盗伝                 |
| 6位  | あやか         | 究極変幻バトルギャルさおり |
| 7位  | ポルカ         | 究極変幻バトルギャルさおり |
| 8位  | まんぼー       | あっぷるそーす 大実験      |
| 9位  | イルカ         | あっぷるそーす 大実験      |
| 10位 | ドクター赤松   | ナックルキッド             |
第3回（対象：DS Vol.9、掲載：DS Vol.10）
| 順位 | キャラクター名     | 登場作品                      |
| ---- | ------------------ | ----------------------------- |
| 1位  | アルル・ナジャ     | 魔導四五六                    |
| 2位  | 女の子             | せらだま                      |
| 3位  | カーバンクル       | 魔導四五六                    |
| 4位  | クリンちゃん       | あっぷるそーす 森のクリスマス |
| 5位  | うろこさかなびと   | 魔導四五六                    |
| 6位  | ドラコケンタウロス | 魔導四五六                    |
| 7位  | シェゾ・ウィグィィ | 魔導四五六                    |
| 8位  | ウィッチ           | 魔導四五六                    |
| 9位  | サタンさま         | 魔導四五六                    |
| 10位 | ガガガ             | GAGAGAスプリント              |
第4回（対象：DS Vol.10、掲載：DS Vol.11）
| 順位 | キャラクター名 | 登場作品                      |
| ---- | -------------- | ----------------------------- |
| 1位  | あのコ         | あっぷるそーす あのコと夏祭り |
| 2位  | ラナ＝ウェイ   | ランナーズ・ハイ              |
| 3位  | ユリワカマル   | 幻世捕物帳                    |
| 4位  | アルル・ナジャ | なぞぷよ                      |
| 5位  | カーバンクル   | なぞぷよ                      |
| 6位  | ファーリン     | 幻世捕物帳                    |
| 7位  | 椎名ぶぎゅる   | 俺が切り札! うさ雀外伝        |
| 8位  | スマッシュ     | 幻世捕物帳                    |
| 9位  | グレイ丸       | 俺が切り札! うさ雀外伝        |
| 10位 | クリン         | 俺が切り札! うさ雀外伝        |
第5回（対象：DS Vol.11、掲載：DS Vol.12）
| 順位 | キャラクター名       | 登場作品                  |
| ---- | -------------------- | ------------------------- |
| 1位  | 烈華                 | からくり遊撃伝            |
| 2位  | 助手                 | あっぷるそーす 秘境探検隊 |
| 3位  | アンニャ&メルクル    | メルプールランドStories   |
| 4位  | マルガリータ林田     | JUMP HERO 外伝            |
| 5位  | アルル・ナジャ       | なぞぷよ                  |
| 6位  | 子ダヌキ             | たぬキッズ                |
| 7位  | イヴァンIII世        | JUMP HERO 外伝            |
| 8位  | カーバンクル         | なぞぷよ                  |
| 9位  | 女の子               | せらだま THE BEST TIME    |
| 10位 | ビリー・ド・バビーン | JUMP HERO 外伝            |
第6回（対象：DS Vol.12、掲載：DS Vol.13）
| 順位 | キャラクター名       | 登場作品                      |
| ---- | -------------------- | ----------------------------- |
| 1位  | アルル・ナジャ       | 魔導物語 はちゃめちゃ期末試験 |
| 2位  | カーバンクル         | 魔導物語 はちゃめちゃ期末試験 |
| 3位  | ルルー               | 魔導物語 はちゃめちゃ期末試験 |
| 4位  | スマッシュ           | 幻世快進劇                    |
| 5位  | 鈴鳴                 | あっぷるそーす スナイパー     |
| 6位  | イヴァンIII世        | ボンバースルーGOGO!!          |
| 7位  | マルガリータ林田     | ボンバースルーGOGO!!          |
| 8位  | シェゾ・ウィグィィ   | 魔導物語 はちゃめちゃ期末試験 |
| 9位  | ビリー・ド・バビーン | ボンバースルーGOGO!!          |
| 10位 | ドラコケンタウロス   | 魔導物語 はちゃめちゃ期末試験 |
第7回（対象：DS Vol.13、掲載：DS Vol.14）
| 順位 | キャラクター名     | 登場作品                         |
| ---- | ------------------ | -------------------------------- |
| 1位  | アルル・ナジャ     | アルル漫遊記                     |
| 2位  | カーバンクル       | アルル漫遊記                     |
| 3位  | ウィッチ           | アルル漫遊記                     |
| 4位  | アーネス           | DEVIL FORCE III                  |
| 5位  | あのコ             | のーコネ・ハートランド           |
| 6位  | 女の子             | あっぷるそーす めざせ!! 宇宙英雄 |
| 7位  | サタンさま         | アルル漫遊記                     |
| 8位  | モモちゃん         | オプション☆モンスター            |
| 9位  | ラウラ             | DEVIL FORCE III                  |
| 10位 | シェゾ・ウィグィィ | アルル漫遊記                     |
第8回（対象：DS Vol.14、掲載：DS Vol.15）
| 順位 | キャラクター名   | 登場作品           |
| ---- | ---------------- | ------------------ |
| 1位  | アルル・ナジャ   | ルルーの鉄拳春休み |
| 2位  | ルルー           | ルルーの鉄拳春休み |
| 3位  | リンシャン       | 幻世酔虎伝         |
| 4位  | カーバンクル     | ルルーの鉄拳春休み |
| 5位  | アターホー       | 幻世酔虎伝         |
| 6位  | アリア           | El - Do・ra・do    |
| 7位  | スマッシュ       | 幻世酔虎伝         |
| 8位  | ウィル           | El - Do・ra・do    |
| 9位  | うろこさかなびと | ルルーの鉄拳春休み |
| 10位 | エマニエル       | さる山天国2        |
第9回（対象：DS Vol.15、掲載：DS Vol.16）
| 順位 | キャラクター名   | 登場作品                                 |
| ---- | ---------------- | ---------------------------------------- |
| 1位  | ミルフィア       | フロートランドのおとぎばなし             |
| 2位  | アルル・ナジャ   | なぞぷよ                                 |
| 3位  | シュガー         | JUMP HERO 外伝3 トビッきりアドベンチャー |
| 4位  | カーバンクル     | なぞぷよ                                 |
| 5位  | うろこさかなびと | なぞぷよ                                 |
| 6位  | チップル         | フロートランドのおとぎばなし             |
| 7位  | 右下の赤い人     | JUMP HERO 外伝3 トビッきりアドベンチャー |
| 8位  | マルガリータ林田 | JUMP HERO 外伝3 トビッきりアドベンチャー |
| 9位  | イヴァンIII世    | JUMP HERO 外伝3 トビッきりアドベンチャー |
| 10位 | オリゴ           | JUMP HERO 外伝3 トビッきりアドベンチャー |
第10回（対象：DS Vol.16、掲載：DS Vol.17）
| 順位 | キャラクター名     | 登場作品              |
| ---- | ------------------ | --------------------- |
| 1位  | シェゾ・ウィグィィ | 魔導物語 -魔導師の塔- |
| 2位  | ウィッチ           | 魔導物語 -魔導師の塔- |
| 3位  | てのりぞう         | 魔導物語 -魔導師の塔- |
| 4位  | アルル・ナジャ     | なぞぷよ              |
| 5位  | ティティス         | GEO CONFLICT 3        |
| 6位  | セイニー           | GEO CONFLICT 3        |
| 7位  | イヴァンIII世      | GO! GO! IVAN          |
| 8位  | カーバンクル       | なぞぷよ              |
| 9位  | ジョシュア         | GEO CONFLICT 3        |
| 10位 | アルシル           | GEO CONFLICT 3        |
第11回（対象：DS Vol.17、掲載：DS Vol.18）
| 順位 | キャラクター名     | 登場作品                      |
| ---- | ------------------ | ----------------------------- |
| 1位  | ウィッチ           | 白熱! ぷよりんぴっく!         |
| 2位  | アルル・ナジャ     | 白熱! ぷよりんぴっく!         |
| 3位  | 北出マン           | 戦え!! 北出マン（前編）       |
| 4位  | シェゾ・ウィグィィ | 白熱! ぷよりんぴっく!         |
| 5位  | 紅命               | ブリッツランナー              |
| 6位  | クリルちゃん       | あっぷるそーす 森のクリスマス |
| 7位  | カーバンクル       | 白熱! ぷよりんぴっく!         |
| 8位  | 南出マン           | 戦え!! 北出マン（前編）       |
| 9位  | コーチ             | 白熱! ぷよりんぴっく!         |
| 10位 | アザラシ君         | 戦え!! 北出マン（前編）       |
第12回（対象：DS Vol.18、掲載：DS Vol.19）
| 順位 | キャラクター名     | 登場作品                    |
| ---- | ------------------ | --------------------------- |
| 1位  | セリリ             | セリリのはっぴーばーすでぃ  |
| 2位  | アルル・ナジャ     | セリリのはっぴーばーすでぃ  |
| 3位  | ウィッチ           | セリリのはっぴーばーすでぃ  |
| 4位  | 北出マン           | 戦え!! 北出マン（後編）     |
| 5位  | 南出マン           | 戦え!! 北出マン（後編）     |
| 6位  | シェゾ・ウィグィィ | セリリのはっぴーばーすでぃ  |
| 7位  | カーバンクル       | セリリのはっぴーばーすでぃ  |
| 8位  | アザラシ君         | 戦え!! 北出マン（後編）     |
| 9位  | ルルー             | セリリのはっぴーばーすでぃ  |
| 10位 | モモちゃん         | オプション☆モンスター LIGHT |
第13回（対象：DS Vol.19、掲載：DS Vol.20）
| 順位 | キャラクター名     | 登場作品                 |
| ---- | ------------------ | ------------------------ |
| 1位  | アルル・ナジャ     | 魔導RUN                  |
| 2位  | ウィッチ           | 魔導RUN                  |
| 3位  | セイニー           | Mystic Arts              |
| 4位  | シェゾ・ウィグィィ | 魔導RUN                  |
| 5位  | カーバンクル       | 魔導RUN                  |
| 6位  | 子ダヌキ           | PA☆パ☆ぱずる たぬキッズ  |
| 7位  | すけとうだら       | 魔導RUN                  |
| 8位  | カシス・クォーダ   | After Devil Force 体験版 |
| 9位  | ももも             | 魔導RUN                  |
| 10位 | リューダス         | After Devil Force 体験版 |
第14回（対象：DS Vol.20、掲載：DS Vol.21）
| 順位 | キャラクター名     | 登場作品         |
| ---- | ------------------ | ---------------- |
| 1位  | ウィッチ           | コメットサマナー |
| 2位  | シェゾ・ウィグィィ | なぞぷよエディタ |
| 3位  | アルル・ナジャ     | なぞぷよ         |
| 4位  | リンシャン         | 幻世牌遊記       |
| 5位  | ファーリン         | 幻世牌遊記       |
| 6位  | ユリワカマル       | 幻世牌遊記       |
| 7位  | ペトゥム           | 幻世牌遊記       |
| 8位  | カーバンクル       | なぞぷよ         |
| 9位  | スマッシュ         | 幻世牌遊記       |
| 10位 | アターホー         | 幻世牌遊記       |
第15回（対象：DS Vol.21、掲載：DS Vol.22）
| 順位 | キャラクター名     | 登場作品               |
| ---- | ------------------ | ---------------------- |
| 1位  | アルル・ナジャ     | SS魔導Javaゲーム       |
| 2位  | シェゾ・ウィグィィ | なぞぷよエディタ       |
| 3位  | イヴァンIII世      | RUN! RUN! IVAN!        |
| 4位  | ウィッチ           | なぞぷよエディタ       |
| 5位  | カーバンクル       | SS魔導Javaゲーム       |
| 6位  | セイニー           | GEO CONFLICT ADVENTURE |
| 7位  | ドラコケンタウロス | SS魔導Javaゲーム       |
| 8位  | ティティス         | GEO CONFLICT ADVENTURE |
| 9位  | ジョシュア         | GEO CONFLICT ADVENTURE |
| 10位 | ジュラン           | GEO CONFLICT ADVENTURE |
第16回（対象：DS Vol.22、掲載：DS Vol.23）
| 順位 | キャラクター名     | 登場作品             |
| ---- | ------------------ | -------------------- |
| 1位  | ウィッチ           | 魔導対戦はさむんちょ |
| 2位  | アルル・ナジャ     | 魔導対戦はさむんちょ |
| 3位  | シェゾ・ウィグィィ | 魔導対戦はさむんちょ |
| 4位  | チャンプ           | バケツリレーチャンプ |
| 5位  | カーバンクル       | 魔導対戦はさむんちょ |
| 6位  | ルルー             | 魔導対戦はさむんちょ |
| 7位  | パティ＝シュクル   | 大満腹王2            |
| 8位  | サタンさま         | 魔導対戦はさむんちょ |
| 9位  | ラグナス・ビシャシ | 魔導対戦はさむんちょ |
| 10位 | 小猫               | 大満腹王2            |
第17回（対象：DS Vol.23、掲載：DS Vol.24）
| 順位 | キャラクター名       | 登場作品                |
| ---- | -------------------- | ----------------------- |
| 1位  | アルル・ナジャ       | ぷよカード              |
| 2位  | シェゾ・ウィグィィ   | ぷよカード              |
| 3位  | ウィッチ             | ぷよカード              |
| 4位  | ビリー・ド・バビーン | JUMPHERO 外伝4          |
| 5位  | カーバンクル         | ぷよカード              |
| 6位  | 小予言くん           | 小予言くん              |
| 7位  | ルルー               | ぷよカード              |
| 8位  | ドラコケンタウロス   | ぷよカード              |
| 9位  | セリリ               | 魔導対戦はさむんちょ    |
| 10位 | 子ダヌキ             | PA☆パ☆ぱずる たぬキッズ |
第18回（対象：DS Vol.24、掲載：DS Vol.25）
| 順位 | キャラクター名         | 登場作品                                          |
| ---- | ---------------------- | ------------------------------------------------- |
| 1位  | ジノ・ブローディア     | Wander Wonder 〜冒険の序章〜                      |
| 2位  | シェゾ・ウィグィィ     | なぞぷよエディタ                                  |
| 3位  | アルル・ナジャ         | 壁紙                                              |
| 4位  | イヴァンIII世          | BANG! BANG! IVAN                                  |
| 5位  | カーバンクル           | なわとびするカーバンクル                          |
| 6位  | カリュウト・ウェゲナー | After Devil Force 外伝 THE SWORD BATTLE of QUAUDA |
| 7位  | アーちゃん             | なぞぷよエディタ                                  |
| 8位  | ウィッチ               | なぞぷよエディタ                                  |
| 9位  | ティア・シャンティ     | Wander Wonder 〜冒険の序章〜                      |
| 10位 | カシス・クォーダ       | After Devil Force 外伝 THE SWORD BATTLE of QUAUDA |
| 10位 | リューダス             | After Devil Force 外伝 THE SWORD BATTLE of QUAUDA |
第19回（対象：DS Vol.25、掲載：DS Vol.26）
| 順位 | キャラクター名     | 登場作品                              |
| ---- | ------------------ | ------------------------------------- |
| 1位  | シェゾ・ウィグィィ | なぞぷよエディタ                      |
| 2位  | アルル・ナジャ     | 壁紙                                  |
| 3位  | ジノ・ブローディア | Wander Wonder 〜新たな決意〜          |
| 4位  | チャンプ           | クイズつなひきチャンプ                |
| 5位  | カーバンクル       | 壁紙                                  |
| 6位  | セイニー           | GeoConflict 4 - The Lost Holy-sword - |
| 7位  | ティティス         | GeoConflict 4 - The Lost Holy-sword - |
| 8位  | キャス             | GeoConflict 4 - The Lost Holy-sword - |
| 9位  | ジョシュア         | GeoConflict 4 - The Lost Holy-sword - |
| 10位 | ウィッチ           | なぞぷよエディタ                      |
第20回（対象：DS Vol.26、掲載：DS Vol.27）
| 順位 | キャラクター名     | 登場作品                                            |
| ---- | ------------------ | --------------------------------------------------- |
| 1位  | シェゾ・ウィグィィ | なぞぷよエディタ                                    |
| 2位  | アルル・ナジャ     | 壁紙                                                |
| 3位  | ジノ・ブローディア | Wander Wonder 〜遺志を継ぐ者〜                      |
| 4位  | ミルフィア         | フロートランドのおとぎばなし - The Book of TIPPLE - |
| 5位  | セイニー           | GeoConflict 4 - The End of Reincarnation -          |
| 6位  | チップル           | フロートランドのおとぎばなし - The Book of TIPPLE - |
| 7位  | カーバンクル       | 壁紙                                                |
| 8位  | ウィッチ           | なぞぷよエディタ                                    |
| 9位  | ジョシュア         | GeoConflict 4 - The End of Reincarnation -          |
| 9位  | ベルフェイン       | フロートランドのおとぎばなし - The Book of TIPPLE - |
第21回（対象：DS Vol.27、掲載：公式HP）
| 順位 | キャラクター名       | 登場作品                      |
| ---- | -------------------- | ----------------------------- |
| 1位  | アルル・ナジャ       | レストランKING                |
| 2位  | ミルフィア           | レストランKING                |
| 3位  | シェゾ・ウィグィィ   | なぞぷよエディタ              |
| 4位  | カーバンクル         | レストランKING                |
| 5位  | カレー               | てんしんらんまんセイギマン    |
| 6位  | ジノ・ブローディア   | Jino Brodiaea's Wander Number |
| 7位  | ビリー・ド・バビーン | レストランKING                |
| 8位  | ウィッチ             | なぞぷよエディタ              |
| 9位  | シュガー             | レストランKING                |
| 10位 | スマッシュ           | レストランKING                |